# Robert Campin
Robert Campin (født ca. 1375 i Valenciennes, død 1444 i Tournai) var en flamsk maler fra renæssancen.
Campins værker, der i starten bærer træk af fransk bogmaleri vidner gennem den nøjagtige gengivelse af de mindste detaljer om hans store iagttagelsesinstinkt. Desuden er de kendetegnet ved hans stræben efter tredimensionalt udformede figurer og et forsøg på at gøre en oplevet, ikke-matematisk udregnet, dybde i gengivelse af rummet.
På grund af disse fornyelser anses Campin for at være en af grundlæggerne af den ældre hollandske maleri. Hans mest berømte elev er Rogier van der Weyden, som syntes at være inspireret af Campins billeder.

## Udvalgte værker
- Den Hellige Treenighed(ca. 1410)
- Nativity(ca. 1425)
- Mérodealteret(ca. 1427)
- Illgjerningsmannen Gesine(ca. 1430)
- Werlalteret(1438)